# 即決裁判手続
即決裁判手続（そっけつさいばんてつづき）とは、刑事訴訟法における手続きの一種である。2004年（平成16年）の改正刑事訴訟法に盛り込まれており、2006年10月2日から導入された。

## 手続
検察官は、公訴を提起しようとする事件（死刑又は無期若しくは短期1年以上の懲役若しくは禁錮にあたる事件を除く）について、事案が明白であり、かつ、軽微であること、証拠調べが速やかに終わると見込まれることその他の事情を考慮し、相当と認めるときは、被疑者の同意を条件として、起訴と同時に、書面により即決裁判手続の申し立てができる（刑事訴訟法第350条の16）。その後、刑事裁判の冒頭手続きにおいて、被告人が起訴状に記載された訴因について自ら有罪である旨の陳述をしたときは、一定の場合を除き、裁判所が即決裁判手続を開始する決定をする（同法第350条の22）。
この手続きによる場合は、検察官側の恣意的な即決手続移行申立やその後の訴訟追行における恣意の防止を担保するため、必要的弁護事件とされ、弁護人なくしては開廷できない（第350条の23）。証拠調べの手続においては、伝聞法則は原則として適用されない（第350条の27）。検察官による冒頭陳述を省略するなど、証拠調べの方式について裁判所による裁量の幅が広がっている（第350条の24）。
もっとも、被告人の自白だけで有罪とされることはないし(第319条2項)、被疑者及び弁護人の同意は第一審の判決が言い渡されるまでにはいつでも撤回することが可能なため、司法取引そのものには当たらない。

## 判決
即決裁判の手続きにおいては、判決は原則として即日に言い渡される（第350条の28）。また、有罪判決であっても、懲役又は禁錮の判決を言い渡すときは、必ず刑の全部の執行猶予が付けられることになる（第350条の29）。この場合は、事実誤認を理由とする上訴は不可能となる（控訴につき第403条の2第1項、上告につき第413条の2）。
最高裁第三小法廷（藤田宙靖裁判長）は、平成21年7月14日に、「審級制度については、憲法81条に規定するところを除いては、憲法はこれを法律の定めるところにゆだねており、事件の類型によって一般の事件と異なる上訴制限を定めても、それが合理的な理由に基づくものであれば憲法32条に違反するものではない」ところ、「刑訴法403条の2第1項は、上記のような即決裁判手続の制度を実効あらしめるため、被告人に対する手続保障と科刑の制限を前提に、同手続による判決において示された罪となるべき事実の誤認を理由とする控訴の申立てを制限しているものと解されるから、同規定については、相応の合理的な理由があるというべきである」として、裁判官全員一致の意見で、即決裁判手続における控訴申立ての制限は憲法に違反しないと判示した。なお、本判決には、「被疑者段階並びに一審公判手続の過程において、被告人が即決裁判手続の制度について十分な理解をしていなかったこと」が認められ、「一審弁護人と被告人間の意思疎通が十分でなかったこと」が窺われるため、「弁護人が被疑者（被告人）との意思疎通に十全を期し、本件の如き上訴が提起されることがないことを願う」との田原睦夫裁判官の補足意見が付されている。

## 問題点
即決裁判については、判決に執行猶予が付くことが定められていることもあって、原則として被害者なき犯罪（自己使用目的の薬物犯罪など）について適用されることを念頭に置いていたが、昨今は傷害事件や詐欺事件など、被害者が存在し、被害の弁済が必要な犯罪にも適用されることが多くなり、専門家らの間で「加害者が罪と向き合わなくなり、被害弁償もしなくなる」と危惧する声がかねてより出ていた。これについては、神戸市で起こった器物損壊事件において有罪判決を受けた男が被害弁償をしないまま連絡がつかなくなったことから、危惧が杞憂ではなかったことが明らかになった。